# Johann Gerhard Vrints von Treuenfeld
Johann Gerhard Vrints von Treuenfeld (*  1611; † 1685 in Bremen) war ein kaiserlicher Postmeister und kaiserlicher Rat in Bremen.

## Biografie

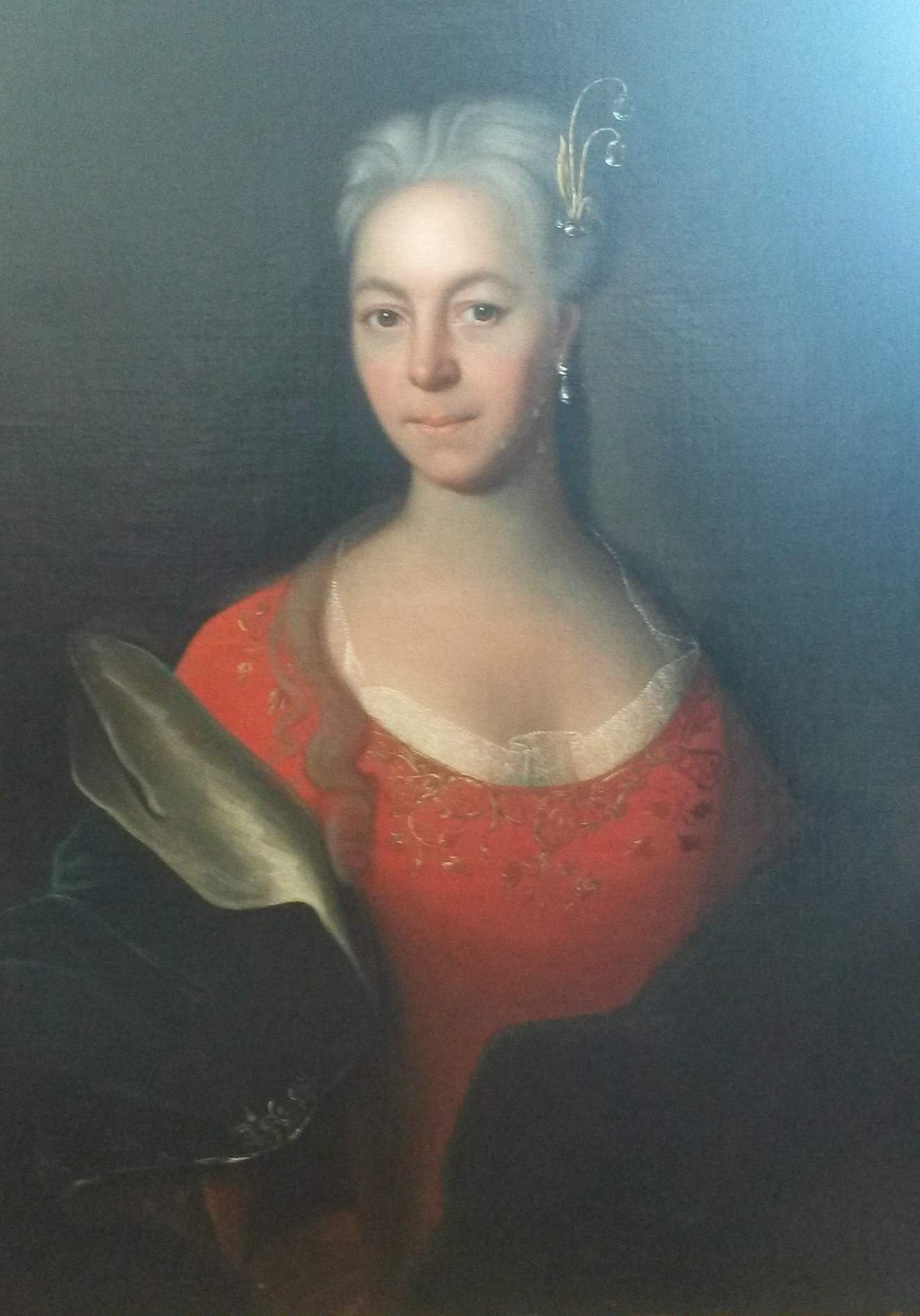
Porträt der Ambrosina Maria Vrints von Treuenfeld geb. Booms

Die katholische Familie Vrints (de Silvesa) stammte aus Spanien. Ein Familienzweig kam im 16. Jahrhundert in die Spanische Niederlande. Johann Gerhard Vrints von Treuenfeld war Postverwalter in Osnabrück. 1655 wurde er Postmeister in Bremen. Er war Postmeister der Kaiserlichen Reichspost, die mit dem Haus Thurn und Taxis als Generalpostmeister verbunden war. Mit der Freien Hansestadt Bremen hatte der Postmeister manchen Streit hinsichtlich der verschiedene Postlinien sowie über die Abgrenzung der Zuständigkeit von städtischer und kaiserlicher Post. Das kaiserliche Postamt befand sich in der Westerstraße in der Neustadt. Hier befand sich auch eine katholische Kapelle. 1679 wurde Vrints auch kaiserlicher Resident (Gesandter). 1685 wurde er in der katholischen Kirche St. Johann beigesetzt.
Nachfolger als kaiserlicher Postmeister war zunächst seine Witwe Ambrosina Maria geb. Booms († 1699), dann sein Sohn Theobald Georg Vrints von Treuenfeld (1671–1745) sowie später sein Enkel Konrad Alexander Freiherr Vrints von Treuenfeld (1707–1780).